# 으라차차 내 인생
《으라차차 내 인생》은 2022년 4월 11일부터 2022년 9월 30일까지 방송된 KBS 1TV 일일 드라마다.

## 기획 의도
조카의 엄마가 되기로 선택한 싱글맘 서동희가 세상을 향해 펼치는 고군 분투기

## 방송 시간
| 방송 채널 | 방송 기간                                       | 방송 시간                   | 방송 분량 |
| --------- | ----------------------------------------------- | --------------------------- | --------- |
| KBS 1TV   | 2022년 4월 11일~ 2022년 9월 30일[1회~120회(본)] | 매주 평일 저녁 8:30~밤 9:00 | 30분      |

## 제작진

### 제작사
- KBS 드라마본부
- 몬스터유니온

### 제작
- 황의경
- 박춘호

### 극본
- 구지원 : KBS 1TV 일일 드라마 《내일도 맑음》(공동 집필), KBS 1TV 일일 드라마 《여름아 부탁해》(공동 집필), KBS 2TV 주말 드라마 《사랑은 뷰티풀 인생은 원더풀》(63 ~ 100회) 집필
- 장민우 : 91 ~ 120회

### 연출
- 성준해 : KBS 2TV 어린이 드라마 《마법전사 미르가온》(공동 연출), KBS 2TV 어린이 드라마 《화랑전사 마루》(공동 연출), KBS 2TV 일요 아침 드라마 《최강 울엄마》(공동 연출), KBS 1TV 《한국사 傳》(공동 연출), KBS 1TV 《걸어서 세계속으로》(공동 연출), KBS 1TV 《생로병사의 비밀》(공동 연출), KBS 1TV 《아침마당》(공동 연출), KBS 2TV 금요 드라마 《하이스쿨 러브온》(공동 연출), KBS 2TV 수목 드라마 《7일의 왕비》(책임 프로듀서), KBS 1TV 청소년 드라마 《안단테》(책임 프로듀서), KBS 2TV 일일 드라마 《끝까지 사랑》(프로듀서), KBS 1TV 일일 드라마 《여름아 부탁해》(연출), KBS 1TV 일일 드라마 《누가 뭐래도》(연출) 연출

## 등장인물
- (†) 표시는 드라마 상에서 최종적으로 사망한 인물이다.

### 주요 인물
- 남상지: 서동희(27세) 역 - 이 드라마의 여주인공. 만두가게 전 배달원. 인하패션 인턴직원. 차열의 아내. 죽은 점순의 손녀. 죽은 재석의 여동생. 혜나의 고모. 힘찬의 친고모이자 양어머니. 우주의 친어머니. 태평의 사촌동생. 자영의 사촌 시누이. 정호&명숙&정은&현석의 조카. 인규와 미경의 조카며느리. 죽은 인하의 며느리. 성욱의 제수. 승주의 전 시누이
- 양병열: 강차열(32세) 역 - 이 드라마의 남주인공. 인하패션 인턴직원. 성욱의 사촌동생. 양동생. 죽은 인하의 아들. 동희의 동료 직원. 동희의 남편. 혜나의 고모부. 힘찬의 고모부이자 양아버지. 우주의 친아버지. 정호 & 명숙의 조카사위. 죽은 점순의 손자사위. 인규와 미경의 양아들. 승주의 전 시동생. 태평의 사촌매제. 자영의 사촌제부. 죽은 재석의 매제.
- 이시강: 강성욱(34세) 역 - 이 드라마의 서브 남주인공이자 前 메인 빌런, 그리고 갱생한 캐릭터. 인하패션 총괄 실장. 차열의 사촌형. 승주의 전남편. 인규와 미경의 아들. 죽은 인하의 조카. 동희의 시아주버님. 죽은 종필과 혜란의 전 사위. 힘찬의 양큰아버지. 우주의 큰아버지.
- 차민지: 백승주(32세) 역 - 이 드라마의 서브 여주인공이자 메인 악녀. 인하패션 디자인실 전 팀장. 죽은 재석과 성욱의 전처. 힘찬의 생모. 인규와 미경의 전 며느리. 죽은 인하의 전 조카며느리. 차열의 전 형수. 죽은 종필과 혜란의 외동딸. 동희의 전 올케언니.

### 동희네 가족
- 이한위: 김정호(61세) 역 - 명숙의 남편. 죽은 재석과 동희의 고모부. 관리사무소 직원. 태평의 아버지. 정은의 오빠. 자영의 시아버지. 힘찬과 우주의 고모할아버지. 혜나와 차돌의 친할아버지. 죽은 점순의 사위. 현석의 손윗 처남. 인규와 미경의 사돈. 죽은 인하의 사돈. 차열의 처 고모부. 사랑의 외삼촌.
- 김희정: 서명숙(59세) 역 - 정호의 아내. 죽은 재석과 동희의 고모. 힘찬 & 우주의 고모할머니. 태평의 어머니. 자영의 시어머니. 혜나와 차돌의 친할머니. 죽은 점순의 딸. 정은의 올케언니. 현석의 형수. 차열의 처 고모. 사랑의 외숙모.
- 임채원: 김정은(47세) 역 - 정호의 여동생. 드라마 작가. 태평의 고모. 자영의 시고모. 명숙의 시누이. 힘찬 & 우주 & 차돌 & 혜나의 작은고모할머니. 현석의 아내. 죽은 재석과 동희의 작은 고모. 사랑의 어머니 혜란의 친한 동생.
- 금호석: 김태평(33세) 역 - 자영의 남편. 혜나미용실 보조. 혜나와 차돌의 아버지. 힘찬 & 우주의 삼촌. 동희의 사촌오빠. 정호와 명숙의 아들. 죽은 재석의 사촌 형. 현석과 정은의 조카. 죽은 점순의 외손자. 차열의 사촌 처남. 사랑이 육촌 삼촌.
- 홍아름: 박자영(33세) 역 - 태평의 아내. 미용실 직원. 혜나와 차돌의 어머니. 힘찬 & 우주의 숙모. 정호와 명숙의 며느리. 동희의 사촌 올케언니. 죽은 재석의 사촌 형수. 현석과 정은의 조카며느리. 죽은 점순의 손녀 며느리. 차열의 사촌처형. 사랑의 육촌외숙모.
- 김하연: 김혜나(13세) 역 - 태평과 자영의 딸. 죽은 재석과 동희와 차열의 조카. 죽은 점순의 증손녀. 힘찬의 육촌 누나. 우주의 육촌 언니. 정호와 명숙의 친손녀. 사랑의 육촌언니. 차돌의 누나.
- 김시우: 서힘찬/강힘찬(9세) 역 - 태평과 자영의 조카. 죽은 재석과 승주의 친아들. 차열과 동희의 양아들. 종필과 혜란의 외손자. 죽은 점순의 증손자. 혜나의 육촌 동생. 정호 & 명숙 & 정은 & 현석의 조카손자. 인규 & 미경 & 죽은 인하의 손자. 차돌의 육촌형. 성욱의 양조카. 우주의 오빠.(7회~120회)
- 김영옥: 이점순(73세) 역(†) - 죽은 재석과 동희의 할머니, 차열의 처 할머니, 차돌 & 혜나와 힘찬 & 우주의 증조할머니 태평의 외할머니. 자영의 시 외할머니. 정호의 장모. 명숙의 어머니. 재석의 사고 소식 듣고 65세(향년 64세)에 사망한다.(1회~5회 특별출연)
- 설정환: 서재석 역(†) - 동희의 오빠. 정호 & 명숙 & 정은 & 현석의 조카. 힘찬의 친아버지. 혜나의 삼촌이자 우주의 외삼촌. 승주의 전남편. 태평의 사촌동생. 죽은 점순의 손자. 자영의 사촌 시동생. 죽은 종필과 혜란의 전 사위. 차열의 손윗처남. 성욱이 운전하고 있던 차에 뺑소니 교통사고로 사망한다.(1회~5회 특별출연)

### 인하家
- 선우재덕: 강인규(60세) 역 - 인하패션 대표. 차열의 양아버지. 성욱의 아버지. 승주의 전 시아버지. 미경의 남편. 현석의 지인. 죽은 인하의 동생. 힘찬과 우주의 양할아버지. 동희의 양시아버지.
- 박해미: 최미경(59세) 역 - 차열의 양어머니. 성욱의 어머니. 승주의 전 시어머니. 동희의 양시어머니. 인규의 아내. 죽은 인하의 제수. 혜란의 전 사돈. 정호 & 명숙 사돈. 힘찬과 우주의 양할머니.
- 미상: 강인하 역(†) - 차열의 친아버지. 성욱의 큰아버지. 인규의 형. 미경의 시아주버님. 동희의 시아버지. 승주의 전 큰시아버지. 힘찬 & 우주 친할아버지. 정호 & 명숙 사돈, 현석의 친구.

### 그 외 인물들
- 조미령: 방혜란 역 - 승주의 어머니. 죽은 백종필의 아내 힘찬의 외할머니. 성욱과 죽은 재석의 전 장모. 인규와 미경의 전사돈. 현석과 친한 여동생. 정은의 친한 언니. 승남의 맞선녀. 하나만두 사장. 우주의 친외할머니
- 이대연: 장현석 역 - 하나만두 전 사장. 죽은 인하의 친구. 정호의 매제, 혜나와 힘찬 & 우주 & 차돌의 작은 고모할아버지. 사랑의 아버지. 정은의 남편. 태평의 고모부. 자영의 시고모부. 죽은 재석과 동희의 작은고모부. 승주의 삼촌.
- 김도경: 이종민 역 - 동희의 직장 선배. 유정의 연인.
- 손예지: 김유정 역 - 인하패션 디자인팀 전 대리 → 팀장. 종민의 연인. 동희의 직장선배 .
- 박신운: 인하패션 감사실 직원 역
- 권동원: 태우 역 - 차열의 친구.(8회)
- 강현정: 조윤아 역 - 기자
- 김결: 천대성 역 - 옥분의 작은아들. 죽은 종대의 동생.
- 정현석: 차열의 주치의 역
- 박용: 허 이사 역
- 손선근: 백승주의 주치의 역
- 최윤준: 부동산 중개인 역

### 특별출연
- 구혜령: 채권자 역(1회~2회)
- 정휘욱: 성욱의 친구 역(15회)
- 유장영: 송찬우 역 - 죽은 재석의 친구 동희의 고향오빠.(56회~58회 , 69회~70회)
- 이승윤: 진승남 역 - 혜란의 맞선남.(74회, 93회, 120회)
- 유승봉: 자영부 역(†, 82회) 태평의 장인. 자영의 아버지. 차돌 & 혜나의 외할아버지. 정호 & 명숙 사돈.
- 박정언: 패션회사 면접위원.(104회)
- 김민소: 송대리 역 - 인하패션 대리.(100회)

## 수상
| 연도 | 시상식               | 부문                        | 수상자 | 결과 |
| ---- | -------------------- | --------------------------- | ------ | ---- |
| 2022 | KBS 연기대상         | 남자 신인상                 | 양병열 | 후보 |
| 2022 | KBS 연기대상         | 여자 신인상                 | 남상지 | 후보 |
| 2022 | KBS 연기대상         | 일일드라마 부문 남자 우수상 | 양병열 | 수상 |
| 2022 | KBS 연기대상         | 일일드라마 부문 여자 우수상 | 남상지 | 후보 |
| 2022 | KBS 연기대상         | 일일드라마 부문 여자 우수상 | 차민지 | 후보 |
| 2022 | KBS 연기대상         | 남자 청소년 연기상          | 김시우 | 후보 |
| 2022 | KBS 연기대상         | 여자 청소년 연기상          | 김하연 | 후보 |
| 2022 | 아시아 모델 어워즈   | 연기자 부문 라이징스타상    | 양병열 | 수상 |
| 2022 | 대한민국아역연예대상 | 드라마 부문 신인상          | 김하연 | 수상 |
| 2022 | 대한민국아역연예대상 | 드라마 부문 우수상          | 김시우 | 수상 |

## 시청률
최저 시청률과 최고 시청률은 시청률 조사회사와 지역별로 시청률에 차이가 있을 수 있습니다.
| 2022년  | 2022년   | 2022년         | 2022년         | 2022년       |
| 회차    | 방송일   | TNmS 시청률    | AGB 시청률     | AGB 시청률   |
| 회차    | 방송일   | 대한민국(전국) | 대한민국(전국) | 서울(수도권) |
| ------- | -------- | -------------- | -------------- | ------------ |
| 제1회   | 4월 11일 | -              | 17.3%          | 15.7%        |
| 제2회   | 4월 12일 | 14.8%          | 15.4%          | 14.0%        |
| 제3회   | 4월 13일 | 16.0%          | 14.9%          | 13.0%        |
| 제4회   | 4월 14일 | 16.4%          | 16.4%          | 14.2%        |
| 제5회   | 4월 15일 | 14.0%          | 14.7%          | 13.9%        |
| 제6회   | 4월 18일 | 16.8%          | 17.2%          | 16.0%        |
| 제7회   | 4월 19일 | 15.8%          | 15.6%          | 15.1%        |
| 제8회   | 4월 20일 | 16.7%          | 15.9%          | 14.8%        |
| 제9회   | 4월 21일 | 16.9%          | 17.0%          | 15.8%        |
| 제10회  | 4월 22일 | 15.9%          | 16.1%          | 14.7%        |
| 제11회  | 4월 25일 | 17.3%          | 16.9%          | 14.9%        |
| 제12회  | 4월 26일 | 16.1%          | 16.2%          | 15.2%        |
| 제13회  | 4월 27일 | 16.6%          | 14.0%          | 12.4%        |
| 제14회  | 4월 28일 | 17.3%          | 16.9%          | 14.7%        |
| 제15회  | 4월 29일 | 16.0%          | 16.1%          | 14.4%        |
| 제16회  | 5월 2일  | 17.4%          | 17.1%          | 15.1%        |
| 제17회  | 5월 3일  | 16.5%          | 16.7%          | 15.3%        |
| 제18회  | 5월 4일  | 15.8%          | 15.7%          | 14.3%        |
| 제19회  | 5월 5일  | 16.6%          | 16.2%          | 14.5%        |
| 제20회  | 5월 6일  | 14.4%          | 14.7%          | 14.2%        |
| 제21회  | 5월 9일  | 16.4%          | 16.5%          | 14.5%        |
| 제22회  | 5월 10일 | 14.7%          | 15.9%          | 14.4%        |
| 제23회  | 5월 16일 | 17.0%          | 16.6%          | 14.8%        |
| 제24회  | 5월 17일 | 14.6%          | 15.1%          | 13.8%        |
| 제25회  | 5월 18일 | 15.3%          | 15.0%          | 13.5%        |
| 제26회  | 5월 19일 | 15.2%          | 15.3%          | 13.6%        |
| 제27회  | 5월 20일 | 14.3%          | 14.5%          | 12.8%        |
| 제28회  | 5월 23일 | 16.5%          | 16.0%          | 14.0%        |
| 제29회  | 5월 24일 | 15.5%          | 15.7%          | 13.7%        |
| 제30회  | 5월 25일 | 16.5%          | 15.3%          | 13.8%        |
| 제31회  | 5월 26일 | 16.2%          | 16.7%          | 14.8%        |
| 제32회  | 5월 27일 | 15.2%          | 14.7%          | 12.9%        |
| 제33회  | 5월 30일 | 17.4%          | 16.2%          | 14.0%        |
| 제34회  | 5월 31일 | 15.3%          | 15.2%          | 13.1%        |
| 제35회  | 6월 2일  | 14.5%          | 12.9%          | 11.2%        |
| 제36회  | 6월 3일  | 15.4%          | 14.7%          | 13.4%        |
| 제37회  | 6월 6일  | 15.4%          | 15.2%          | 13.9%        |
| 제38회  | 6월 7일  | 17.2%          | 16.7%          | 15.1%        |
| 제39회  | 6월 8일  | 16.1%          | 17.3%          | 15.8%        |
| 제40회  | 6월 9일  | 17.8%          | 17.8%          | 15.6%        |
| 제41회  | 6월 10일 | 15.6%          | 16.0%          | 14.6%        |
| 제42회  | 6월 13일 | 17.6%          | 16.8%          | 14.8%        |
| 제43회  | 6월 14일 | 16.3%          | 16.3%          | 14.3%        |
| 제44회  | 6월 15일 | 17.6%          | 17.8%          | 16.4%        |
| 제45회  | 6월 16일 | 18.3%          | 16.8%          | 15.2%        |
| 제46회  | 6월 17일 | 17.2%          | 15.8%          | 14.2%        |
| 제47회  | 6월 20일 | 17.2%          | 16.9%          | 14.5%        |
| 제48회  | 6월 21일 | 17.5%          | 16.7%          | 14.9%        |
| 제49회  | 6월 22일 | 18.4%          | 16.8%          | 14.6%        |
| 제50회  | 6월 23일 | 18.2%          | 18.1%          | 15.8%        |
| 제51회  | 6월 24일 | 16.1%          | 16.0%          | 13.7%        |
| 제52회  | 6월 27일 | 19.4%          | 17.3%          | 14.9%        |
| 제53회  | 6월 28일 | 18.8%          | 17.2%          | 15.0%        |
| 제54회  | 6월 29일 | 19.1%          | 17.6%          | 15.5%        |
| 제55회  | 6월 30일 | 17.4%          | 17.5%          | 15.0%        |
| 제56회  | 7월 1일  | 15.5%          | 15.4%          | 13.0%        |
| 제57회  | 7월 4일  | 17.6%          | 18.4%          | 15.7%        |
| 제58회  | 7월 5일  | 17.2%          | 17.9%          | 15.2%        |
| 제59회  | 7월 6일  | 17.5%          | 17.4%          | 14.7%        |
| 제60회  | 7월 7일  | 18.4%          | 17.9%          | 16.0%        |
| 제61회  | 7월 8일  | -              | 16.7%          | 14.7%        |
| 제62회  | 7월 11일 | 19.1%          | 17.7%          | 15.3%        |
| 제63회  | 7월 12일 | 18.5%          | 17.8%          | 15.5%        |
| 제64회  | 7월 13일 | 19.5%          | 18.0%          | 15.4%        |
| 제65회  | 7월 14일 | 18.2%          | 18.3%          | 16.1%        |
| 제66회  | 7월 15일 | 17.7%          | 16.6%          | 14.7%        |
| 제67회  | 7월 18일 | 20.2%          | 18.3%          | 15.6%        |
| 제68회  | 7월 19일 | 18.5%          | 17.3%          | 15.3%        |
| 제69회  | 7월 20일 | 18.9%          | 18.0%          | 15.9%        |
| 제70회  | 7월 21일 | 19.4%          | 19.0%          | 16.7%        |
| 제71회  | 7월 22일 | 18.2%          | 17.9%          | 16.2%        |
| 제72회  | 7월 25일 | 19.7%          | 19.5%          | 16.9%        |
| 제73회  | 7월 26일 | 17.7%          | 18.6%          | 16.1%        |
| 제74회  | 7월 27일 | 18.2%          | 18.3%          | 16.3%        |
| 제75회  | 7월 28일 | 19.1%          | 19.9%          | 17.9%        |
| 제76회  | 7월 29일 | 19.1%          | 18.3%          | 16.6%        |
| 제77회  | 8월 1일  | 19.9%          | 19.4%          | 16.5%        |
| 제78회  | 8월 2일  | 18.5%          | 18.6%          | 16.7%        |
| 제79회  | 8월 3일  | 18.8%          | 18.1%          | 13.1%        |
| 제80회  | 8월 4일  | 18.3%          | 18.2%          | 16.0%        |
| 제81회  | 8월 5일  | 18.0%          | 17.1%          | 14.6%        |
| 제82회  | 8월 8일  | 18.5%          | 18.6%          | 16.2%        |
| 제83회  | 8월 9일  | 19.7%          | 18.7%          | 16.9%        |
| 제84회  | 8월 10일 | -              | 18.5%          | 16.6%        |
| 제85회  | 8월 11일 | -              | 18.5%          | 16.1%        |
| 제86회  | 8월 12일 | 18.1%          | 16.9%          | 14.6%        |
| 제87회  | 8월 15일 | 19.6%          | 19.0%          | 16.6%        |
| 제88회  | 8월 16일 | 19.7%          | 18.6%          | 15.5%        |
| 제89회  | 8월 17일 | 19.5%          | 18.1%          | 15.6%        |
| 제90회  | 8월 18일 | 18.8%          | 17.9%          | 15.3%        |
| 제91회  | 8월 19일 | 19.4%          | 18.0%          | 16.4%        |
| 제92회  | 8월 22일 | 20.1%          | 19.3%          | 16.6%        |
| 제93회  | 8월 23일 | 18.5%          | 18.2%          | 15.6%        |
| 제94회  | 8월 24일 | 18.6%          | 18.3%          | 16.3%        |
| 제95회  | 8월 25일 | 20.6%          | 18.7%          | 16.2%        |
| 제96회  | 8월 29일 | 19.8%          | 19.5%          | 17.4%        |
| 제97회  | 8월 30일 | 18.3%          | 19.5%          | 16.7%        |
| 제98회  | 8월 31일 | 18.9%          | 18.6%          | 15.5%        |
| 제99회  | 9월 1일  | 20.0%          | 19.3%          | 16.9%        |
| 제100회 | 9월 2일  | 20.4%          | 18.7%          | 16.3%        |
| 제101회 | 9월 6일  | 20.2%          | 19.0%          | 17.2%        |
| 제102회 | 9월 7일  | 19.0%          | 18.8%          | 17.0%        |
| 제103회 | 9월 8일  | 19.6%          | 18.8%          | 17.0%        |
| 제104회 | 9월 9일  | -              | 10.6%          | 9.7%         |
| 제105회 | -        | 14.7%          | 13.0%          |              |
| 제106회 | 9월 12일 | 20.2%          | 19.6%          | 17.5%        |
| 제107회 | 9월 13일 | 20.0%          | 18.9%          | 16.7%        |
| 제108회 | 9월 14일 | 19.7%          | 19.0%          | 16.7%        |
| 제109회 | 9월 15일 | 19.6%          | 19.0%          | 16.5%        |
| 제110회 | 9월 16일 | 19.0%          | 18.3%          | 16.1%        |
| 제111회 | 9월 19일 | 20.3%          | 20.1%          | 17.3%        |
| 제112회 | 9월 20일 | 19.9%          | 19.7%          | 17.2%        |
| 제113회 | 9월 21일 | 20.1%          | 18.7%          | 17.1%        |
| 제114회 | 9월 22일 | 18.0%          | 19.0%          | 16.6%        |
| 제115회 | 9월 23일 | 18.2%          | 17.4%          | 15.3%        |
| 제116회 | 9월 26일 | 20.7%          | 19.2%          | 16.8%        |
| 제117회 | 9월 27일 | 19.0%          | 17.4%          | 15.5%        |
| 제118회 | 9월 28일 | 19.8%          | 18.6%          | 17.0%        |
| 제119회 | 9월 29일 | 19.9%          | 20.2%          | 17.5%        |
| 제120회 | 9월 30일 | 17.8%          | 17.7%          | 15.7%        |

## 결방 사유 및 연속방송
- 2022년 5월 11일: 《2022 지방선거 KBS 초청토론 - 인천시장》 편성으로 인한 결방
- 2022년 5월 12일: 《2022 지방선거 KBS 초청토론 - 경기도지사》 편성으로 인한 결방
- 2022년 5월 13일: 《2022 지방선거 KBS 초청토론 - 서울시장》 편성으로 인한 결방
- 2022년 6월 1일: 《내 삶을 바꾸는 선택 2022 지방선거》 개표방송으로 인한 결방
- 2022년 8월 26일: 《프란치스코 교황을 만나다》 방송 편성으로 인한 결방
- 2022년 9월 5일: 태풍 힌남노 북상으로 인하여 《특집 KBS 뉴스 7》 편성으로 인한 결방
- 2022년 9월 9일: 저녁 8시부터 밤 9시까지 1시간 동안 2회 연속방송(104회, 105회)

## OST

### OST
- Part.1 여은 - Realize(2022. 4. 16. 발매)
- Part.2 Safira.K (사피라 K) - Look me(2022. 4. 23. 발매)
- Part.3 모세 - 그러지마요(2022. 4. 24. 발매)
- Part.4 셀린 (Celine) - 그대도 아름답다(2022. 4. 30. 발매)
- Part.5 안예슬 - 너로 인해 내 오늘은 찬란해(2022. 5. 1. 발매)
- Part.6 정세영 - 언제나 네 곁에(2022. 5. 7. 발매)
- Part.7 송민경 - 기다리고 기다려봐도(2022. 5. 8. 발매)
- Part.8 모닝커피 (Morning Coffee) - 여기 맘이(2022. 5. 14. 발매)
- Part.9 한경일 - 너와 함께 있다면(2022. 5. 15. 발매)
- Part.10 란 (RAN) - 결국 또 헤어지네요(2022. 5. 21. 발매)
- Part.11 김민울 - 그대 아나요(2022. 5. 22. 발매)
- Part.12 더 데이지 (The Daisy) - 다시는 사랑은(2022. 5. 28. 발매)
- Part.13 리디아 (Lydia) - 사랑했던 날들아 안녕(2022. 5. 29. 발매)
- Part.14 코다 브릿지 - 사랑은 버블(2022. 6. 4. 발매)
- Part.15 윤태화 - 다시는 사랑같은 거 할 수가 없어(2022. 6. 5. 발매)
- Part.16 나태주 - 사랑이 아픈게 아니라 사람 때문에 아프더라(2022. 6. 11. 발매)
- Part.17 숙행 - 말린꽃(2022. 6. 12. 발매)
- Part.18 정철 (최정철) - 우리 지금 이대로(2022. 6. 18. 발매)
- Part.19 황가람 - 홀로에 관하여(2022. 6. 19. 발매)
- Part.20 비비안 (BBAHN) - 헤어지고 나서야(2022. 6. 25. 발매)
- Part.21 서제이 - 이제는 나 사랑할 수 없게 됐어[2](2022. 7. 2. 발매)
- Part.22 한살차이 - One day(2022. 7. 3. 발매)
- Part.23 NINE.i (나인아이) - Be my love(2022. 7. 9. 발매)
- Part.24 이동은 (라이어밴드) - 사랑은 너야(2022. 7. 10. 발매)
- Part.25 더 브릿지 (The Bridge) - 오늘보다 내일은 더 좋을거야(2022. 7. 16. 발매)
- Part.26 우이경 - 한동안 나는 이럴 것 같아(2022. 7. 17. 발매)
- Part.27 한가빈 - 마음이 아프지만(2022. 7. 23. 발매)
- Part.28 루미 (Rumy) - 붙잡고 싶어(2022. 7. 24. 발매)
- Part.29 숙희 - 어떡하죠 아무것도 못하겠어(2022. 7. 30. 발매)
- Part.30 조문근 - 무희(2022. 7. 31. 발매)
- Part.31 헬로봉주르 - 미치기 직전이야(2022. 8. 6. 발매)
- Part.32 송푸름 - 우리 이렇게 헤어지나요(2022. 8. 7. 발매)
- Part.33 금나라 - 시작하지도 말걸(2022. 8. 13. 발매)
- Part.34 KOYO (코요) - 아직도 실감이 안나서(2022. 8. 14. 발매)
- Part.35 황시연 - 사랑이 이렇게 아픈 건 줄 미처 몰랐었어(2022. 9. 3. 발매)
- Part.36 김대훈 - 헤어짐(2022. 9. 4. 발매)
- Part.37 제이세라 - 괜찮은 줄만 알았었는데(2022. 9. 9. 발매)
- Part.38 밈 (mim) - 어떻게 그럴 수 있어(2022. 9. 12. 발매)
- Part.39 천소아 - 사랑합니다 처음 그날처럼(2022. 9. 18. 발매)
- Part.40 안솔희 (블루베리) - 미워하고 더 미워해도(2022. 9. 25. 발매)

## 참고 사항
- 구지원 작가, 박해미는 KBS 2TV 주말 드라마 《사랑은 뷰티풀 인생은 원더풀》에 이어서 다시 한번 더 재회한 작품의 계기가 되었다.
- 금호석, 박해미는 KBS 1TV 일일 드라마 《무궁화 꽃이 피었습니다》에 이어서 5년 만에 재회하는 작품의 계기가 되었다.
- 차민지, 선우재덕은 MBC 수목 드라마 《오! 주인님》에 이어서 다시 한 번 더 호흡을 맞추게 된 계기가 되었다.
- 박해미, 이한위는 KBS 2TV 월화 드라마 《학교 2013》 이후에 9년 만에 다시 한번 더 호흡을 맞추게 된 계기가 되었다.
- 성준해 PD, 구지원 작가, 이한위, 임채원은 KBS 1TV 일일 드라마 《여름아 부탁해》 이후로 두 번째로 호흡을 맞추게 된 계기가 되었다.
- 이한위, 김희정은 MBC 수목 드라마 《맨도롱 또똣》에 이어서 두 번째로 호흡을 맞춘다.
- 성준해 PD, 조미령, 김하연, 김결은 KBS 1TV 일일 드라마 《누가 뭐래도》 이후로 1년 만에 호흡을 맞추게 되었다.
- 이시강, 김희정은 KBS 2TV 일일 드라마 《비밀의 남자》 이후로 1년 만에 재회하는 작품이다.
- 금호석, 선우재덕, 최윤준, 유승봉은 KBS 1TV 일일 드라마 《별난 가족》 이후로 6년 만에 재회한다.
- 금호석, 박해미는 KBS 1TV 일일 드라마 《무궁화 꽃이 피었습니다》 이후로 4년 5개월 만에 재회한다.
- 홍아름, 최윤준과 구지원 작가는 KBS 1TV 일일 드라마 《내일도 맑음》 이후로 3년 5개월 만에 호흡을 맞추게 되었다.
- 조미령, 김하연, 김결은 KBS 1TV 일일 드라마 《누가 뭐래도》 이후로 1년 만에 재회하는 작품이다.
- 김희정, 이대연은 KBS 2TV 주말 드라마 《소문난 칠공주》 이후로 17년 만에 재회한다.
- 김희정, 선우재덕[3]은 2015년에 개봉한 영화 《연평해전》 이후로 7년 만에 재회한다.
- 설정환, 금호석, 김결은 KBS 2TV 주말 드라마 《오케이 광자매》 이후로 7개월 만에 호흡을 맞춘다.
- 양병열, 김영옥은 KBS 2TV 주말 드라마 《신사와 아가씨》 끝나고 2주 만에 재회하는 작품이다.
- 구지원 작가, 박해미는 KBS 2TV 주말 드라마 《사랑은 뷰티풀 인생은 원더풀》 이후로 호흡을 다시 한 번 더 맞추는 계기가 되었다.
- 선우재덕, 설정환은 KBS 1TV 일일 드라마 《꽃길만 걸어요》 이후로 2년 만에 두 번째로 호흡을 맞추는 계기가 되었다.
- 선우재덕, 손선근은 KBS 2TV 일일 드라마 《빨강구두》 이후로 1년 만에 재회한다.
- 박해미, 김영옥은 KBS 1TV 일일 드라마 《다 함께 차차차》 이후로 12년 3개월 만에 재회한다.
- 몬스터유니온이 KBS 미디어로부터 드라마사업팀을 이관 받은 뒤[4] 처음 외주제작한 일일 드라마이나, KBS 미디어 시절까지 치자면 《다시, 첫사랑》에 이어[5] 두 번째이다.
- 인기리에 종영했던 KBS 2TV 주말 드라마 《신사와 아가씨》 일부 세트장[6]및 스토리 전개는 비슷하게 나오고 있다.[7]
- 《꽃길만 걸어요》에 삽입됐던 BGM 1개, 《고양이는 있다》에 삽입됐던 BGM 2개는 본 드라마에도 삽입되고 있다.

## 같이 보기
- 대한민국의 텔레비전 드라마 목록 (ㅇ)
- 2022년 대한민국의 텔레비전 드라마 목록